# Snake's Revenge
Snake's Revenge es un juego de acción y sigilo lanzado para la Nintendo Entertainment System por Konami en 1990. El juego fue producido como una supuesta secuela del juego original Metal Gear, hecho específicamente para el mercado de América del Norte y Europa, tras el éxito del primer juego de NES. Sin embargo, Hideo Kojima, el diseñador del primer juego, no tenía conocimiento de Snake's Revenge, y decidió elaborar su propia secuela para MSX2 después de ser informado de la creación del juego. El juego Metal Gear 2: Solid Snake, que fue lanzado exclusivamente en Japón, sólo unos pocos meses más tarde, es reconocido como la canónica secuela del original Metal Gear, relegando a Snake's Revenge a un estado no-canónico.

## Juego
Como en el original Metal Gear, el objetivo del juego es que el jugador debe infiltrarse en la fortaleza del enemigo evitando ser visto por el enemigo. Para cumplir su misión, el jugador debe reunir una variedad de armas y equipos, como armas de fuego, explosivos y raciones, así como la tarjeta de claves de acceso a nuevas áreas. Si el jugador es descubierto por el enemigo, el juego entrará en una fase de alerta cuando los enemigos se apresuran a la pantalla para atacar a los jugadores. El jugador debe matar a un número de guardias para reanudar la infiltración. En algunos casos, sobre todo cuando ve a un enemigo, el jugador y un solo signo de exclamación (!) aparece. Si dos (!) aparecen, el jugador sólo puede escapar por ir a la pantalla adyacentes.
Un cambio a la fórmula original de Metal Gear es el hecho de que ahora el jugador comienza el juego con un cuchillo y combatir con una pistola en su equipo. El jugador puede asignar el botón B para "puñetazo" o usar el "cuchillo". El cuchillo puede ser utilizado para matar en un instante muy cerca, a pesar de que los enemigos muertos a puñaladas no dejan alimentos ni municiones como puñetazos enemigos. Además de rescatar a los prisioneros, el jugador también puede interrogar a los comandantes del enemigo mediante el uso de contenedores con gas de la verdad. Por cada número de comandantes enemigos interrogados junto con los prisioneros rescatados por el jugador, este recibe una estrella de promoción, lo que conlleva al aumento de su energía vital y capacidad de llevar más municiones. El rango más alto posible en el juego es de seis estrellas. El transmisor se ha simplificado con respecto al original de Metal Gear, con sólo tres contactos disponibles (John, Nick y Jennifer). El transmisor se desactiva cuando el juego entra en fase de alerta. El jugador puede utilizar el radar, equipado en su transmisor, cuando un aliado es la transmisión de su paradero.
El juego presenta una progresión a través de variados ámbitos, como una jungla, un almacén, un buque de carga y un tren, así como con el juego habitual presentando batallas contra jefes. Además de las clásicas zonas con vista aérea, el jugador debe atravesar túneles en vista lateral. En estas zonas, el jugador puede saltar y rastrear como en la mayoría de los juegos de acción para evitar las trampas, al tiempo que evita ser visto por el enemigo. En estas etapas, el jugador puede cambiar entre el cuchillo y la pistola como arma de elección y el uso limitado de tanques de oxígeno para atravesar zonas con piscinas de agua sin recibir daño alguno y explosivos plásticos para destruir obstáculos.

## Terreno

### Historia
Se sitúa tres años después de los sucesos del original Metal Gear. FOXHOUND descubre que una nación puede haber recibido una bodega de los planes de Metal Gear y haber iniciado en secreto la construcción de un nuevo modelo. Al teniente Solid Snake, el agente de FOXHOUND responsable de la destrucción del primer Metal Gear, se le da la orden de llevar un equipo de tres hombres a la base del enemigo consistente en sí mismo y dos compañeros de las cooperativas: John Turner, un agente de Inteligencia de el armada y la infiltración a favor, y Nick Myer, un experto en armas y explosivos antes de los Marines. La clave de la misión es la Operación 747.
Al inicio de juego Snake busca infiltrarse a la base del enemigo oculta en la selva, sin embargo cada rincón de la base está fuertemente resguardada, con la ayuda de John Turner al dejarse capturar esto permite a Snake a entrar a la base. A lo largo de su misión, Snake descubre que el enemigo transporta armas, y un conjunto de Metal Gear producidos en masa dentro de un buque de carga. Snake coloca explosivos para hundir el barco. Snake logra escapar con la ayuda del piloto de helicóptero, mientras tanto el buque se hunde junto con todo su cargamento, pero aún así FOXHOUND no podía cantar victoria.
El piloto informa a Snake que el enemigo tiene un nuevo prototipo de Metal Gear 2 en su base principal. Snake se embarca en una nueva misión esta vez en la búsqueda de John e infiltrarse en el Cuartel General del enemigo, esta vez debe atravesar por un campo minado, túneles con agua para alcanzar los ferrocarriles y así poder rescatar a John. Sin embargo este resultó ser un doble agente y agrede a Snake a lo que este tuvo que responder al ataque. Después el tren se detiene, recupera el contacto por Radio con Nick que por su cuenta ha recavado más información del enemigo. Finalmente Snake logra llegar a la instalaciones centrales del enemigo entra en contacto con Jennifer, que revela que el comandante enemigo tiene planificado para lanzar armas nucleares en todas las ciudades de la Tierra. Eventualmente cuando Snake se acerca a la guarida del comandante enemigo, encuentra a un mal herido Nick y este antes de morir le entrega una tarjeta seguridad para acceder a la habitación del Comandante y revela que Jennifer es una doble espía y fue capturada por el comandante enemigo. Al momento que Snake enfrenta al comandante enemigo, este se revela a sí mismo como Big Boss, que ha sobrevivido a su anterior encuentro con Snake mediante una reconstrucción cibernética de todo su cuerpo convirtiéndolo en Cyborg y quiere venganza. Snake tiene una dura lucha contra Big Boss pero finalmente logra derrotarlo alejándolo lo máximo posible de su fuente de energía, pero aún no se había acabado todo: antes de morir, Big Boss activa el Metal Gear y planea lanzar un ataque a Nueva York, Moscú y Tokio, desesperadamente se dirige a la búsqueda del Metal Gear 2. En el camino rescata a Jennifer, quien le indica el camino a la instalación de almacenamiento de Metal Gear 2. Snake se las arregla para destruir el arma antes de que lance su ataque al finalizar la cuenta regresiva.
Al finalizar la Operación 747, las Naciones Unidas declara el "Día Mundial de la Paz". John Turner es declarado perdido en acción y se eliminan los registros de la Marina, mientras que Nick Myer es promovido a tres rangos después de haber muerto en el cumplimiento de su deber.

### Manual de instrucciones
Al igual que la versión original de NES Metal Gear y otros juegos de Konami lanzado en el momento, el envasado y el manual de instrucciones para Snake's Revenge cuenta con una versión alternativa de la historia que es incompatible con la parcela figura en el juego. Considerando que el juego pone de manifiesto el principal villano a ser Big Boss, que traicionó a Snake en el primer Metal Gear, el manual de instrucciones se identifica como el villano "Higharolla Kockamamie" (una obra de teatro sobre el ayatolá Jomeini), un déspota oriental que obtuvo los planes para su " Ultra-Sheik ataque nuclear Tank "(el manual del nombre de Metal Gear) de Vermon CaTaffy (el supuesto villano del original Metal Gear).

## Producción
Konami produjo Snake´s Revenge a raíz de la liberación de la versión NES de Metal Gear, como una secuela creada específicamente para el mercado occidental. Hideo Kojima, el diseñador de la versión original de MSX2 de Metal Gear, no participó en la producción de Snake´s Revenge. Según Kojima, se puso en contacto con uno de los funcionarios que trabajaban en Snake's Revenge, que le dijo que Snake's Revenge no era una auténtica secuela y pidió una verdadera secuela que se hizo por él. Esto inspiró a Kojima para producir su propia secuela, Metal Gear 2: Solid Snake para la MSX2, que fue lanzado como la secuela oficial de Metal Gear en Japón.
Snake's Revenge fue lanzado en América del Norte y Europa, sin la correspondiente versión en japonés. El juego ha sido mencionado en las publicaciones por el título de Snake´s Revenge: Metal Gear II, aunque realmente ese título no es utilizado ni en la pantalla de título del juego ni de envases.

## Recepción
Aunque la mayoría de los aficionados no consideran el juego como parte de la saga principal de canon y lo ven como una oveja negra, Kojima ha declarado que le gustaba el juego y piensa que es "fiel al concepto original de Metal Gear". El juego recibió críticas en su mayoría positivas debido a que presentaba un montón de mejoras gráficas y mayor jugabilidad con respecto a su antecesor, también elementos como agacharse y que el jefe final fuera un cybor-humano, fueron elementos que Kojima retomo para Metal Gear 2 Solid Snake.